# Brachystegia mildbraedii
Espèce
Classification APG III (2009)
Brachystegia mildbraedii est une espèce de plantes à fleurs de la famille des Caesalpiniaceae (Leguminosae - Caesalpinioideae). C'est un arbre de taille moyenne que l’on trouve principalement dans l’ouest du Cameroun, en Guinée équatoriale, ainsi qu’au Gabon. Son bois est connu sous le nom de bomanga ou encore ekop évène.

## Description
L’arbre peut atteindre 40 m de haut. Son fût, droit et cylindrique, non ramifié sur 20 m, fait jusqu’à 200 cm de diamètre.
L’écorce est lisse à rugueuse, elle se desquame en plaques non régulières, de couleur gris rosé à gris foncé, généralement avec des tâches verdâtres. La cime est arrondie, les rameaux glabres à relativement poilus, de couleur noirâtre.
Les feuilles sont alternes, avec 5-20 paires de folioles.
L’arbre produit des inflorescences arrondies, courtes, avec de nombreuses fleurs. Celles-ci sont bisexuées, de petite taille et odorantes, sans pétales. Le fruit se présente sous la forme d’une gousse oblongue à obovoïde, aplatie, de 20-30 cm sur 6-10 cm, d’aspect lisse et de couleur brun rougeâtre à brun foncé, voire noire à maturité. Les graines font environ 3 cm de diamètre, et sont de couleur brun foncé.

## Utilisation
Le bois est utilisé pour la construction, pour le mobilier et l’ébénisterie notamment. Son écorce est employé pour la fabrication de sacs à grains, de filets de chasse, de pièges, d’étoffes, ainsi que pour celle de bidons à eau. 